# Collège Jules-Simon
Le collège Jules-Simon, d'abord connu comme collège Saint-Yves, est une institution d'enseignement sise à Vannes dans le Morbihan (France). Fondé en 1574, il est confié aux jésuites en 1629. Lorsque les jésuites sont bannis de France (1762), il passe en d'autres mains puis, durant les périodes révolutionnaire et napoléonienne ses bâtiments reçoivent des affectations diverses. Rouvert mais en déclin au début du XIXe siècle, il reprend vie en 1857 sous l'impulsion de Jules Simon et des autorités municipales. Le nombre d'élèves augmente régulièrement. Devenu lycée d'État en 1948, il redevient collège en 1967. Le collège Jules-Simon est le plus ancien collège des 7 collèges de Vannes : 451 ans.

## Localisation
Ses bâtiments sont situés au nord de la place Maurice-Marchais et de l'hôtel de ville.

## Histoire

### Fondation
Le collège Jules-Simon a été fondé en 1574 sous le nom de collège Saint-Yves. Louis de La Haye, évêque de Vannes, octroya à l'établissement les dîmes des paroisses de Quistinic et Saint-Avé et ses bâtiments furent construits sur des terrains cédés par René d'Arradon et Jan Briçon, hors des remparts de la ville. Son premier principal fut Jan de Vendôme, qui était déjà chargé du préceptoriat de l'évêché.

### Collège jésuite

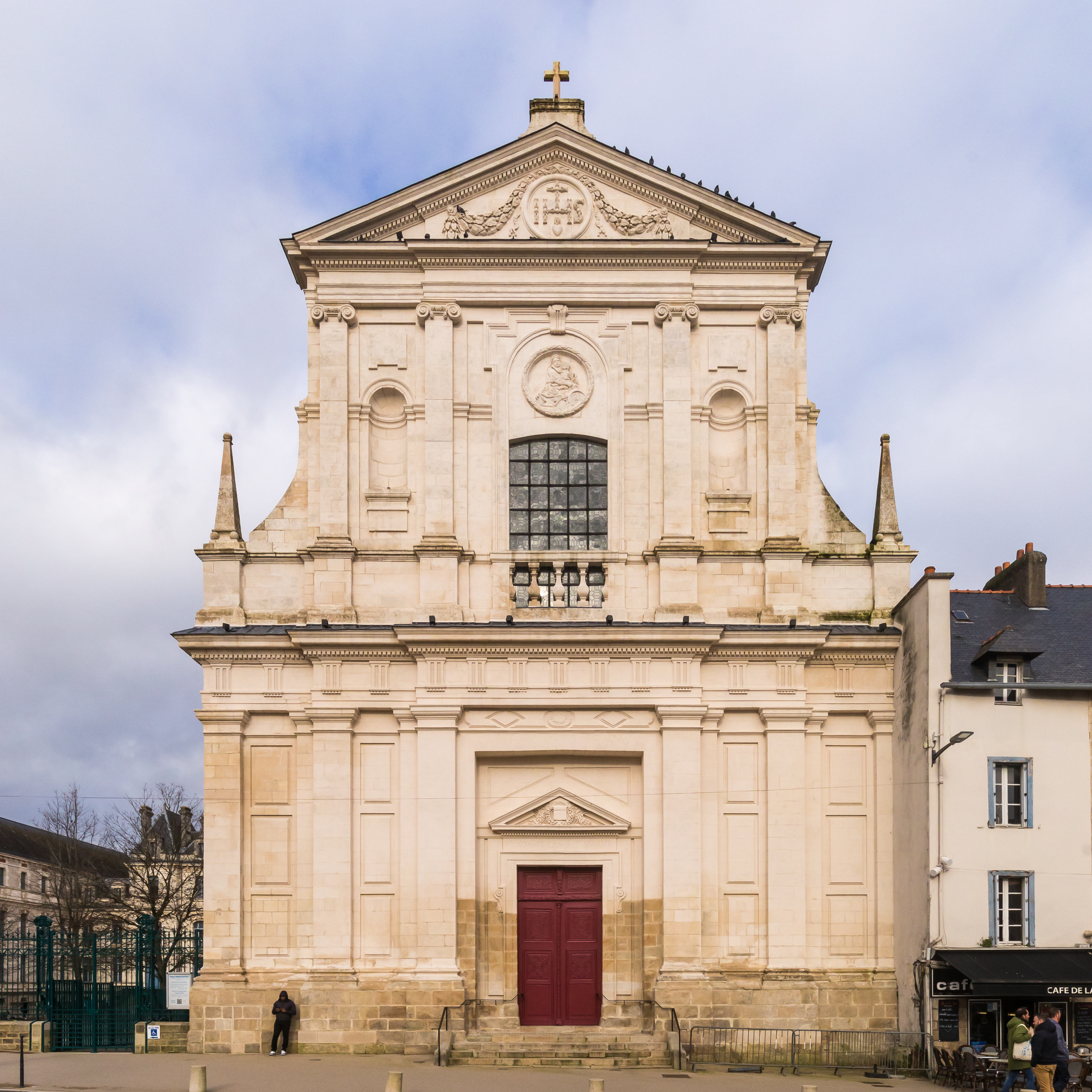
Chappelle Saint-Yves

En 1629, la direction du collège Saint-Yves fut confiée aux Jésuites. Ceux-ci firent construire, grâce à des dons privés et publics, la chapelle Saint-Yves (1661-1685). En 1636, l'établissement comptait déjà 400 élèves, répartis en cinq classes. Après le bannissement des Jésuites de Bretagne, prononcée par le parlement de Rennes en 1762, les Jésuites furent forcés d'abandonner les collèges qu'ils dirigeaient dans la province.

### Période révolutionnaire
En 1762, le collège Saint-Yves fut placé sous la direction d'un bureau d'administration constitué de l'évêque, du maire, du sénéchal, du procureur royal, d'un échevin, de deux notables et du principal. Un collège de la marine lui fut adjoint en 1787 par Louis XVI, mais la Révolution française entraîna la réorganisation de la marine et la fermeture de l'établissement en 1791. Le collège Saint-Yves continua d'exister jusqu'en 1794 puis fut fermé à son tour.
En 1795, les bâtiments servirent de casernes pour les troupes de Lazare Hoche, venues combattre les Émigrés débarqués à Quiberon. En 1797, le collège de Vannes, devenu bien national, accueillit l'École centrale du département du Morbihan, nouvellement créée. Celle-ci ferma en 1803. Le maire de Vannes, Ambroise Laumailler, obtint de récupérer les bâtiments et d'y créer une école secondaire la même année.

### Le déclin
En 1815, les élèves du collège de Vannes furent impliqués dans les troubles liés au retour de Napoléon. Malgré cela, l'établissement périclita au cours des décennies suivantes, en raison de la concurrence du lycée de Pontivy, du Petit séminaire de Sainte-Anne-d'Auray et des nouveaux collèges fondés dans le département.
La fondation du nouveau collège Saint-François-Xavier par les Jésuites en 1850 donna le coup de grâce au collège de Vannes, qui ferma en 1856.

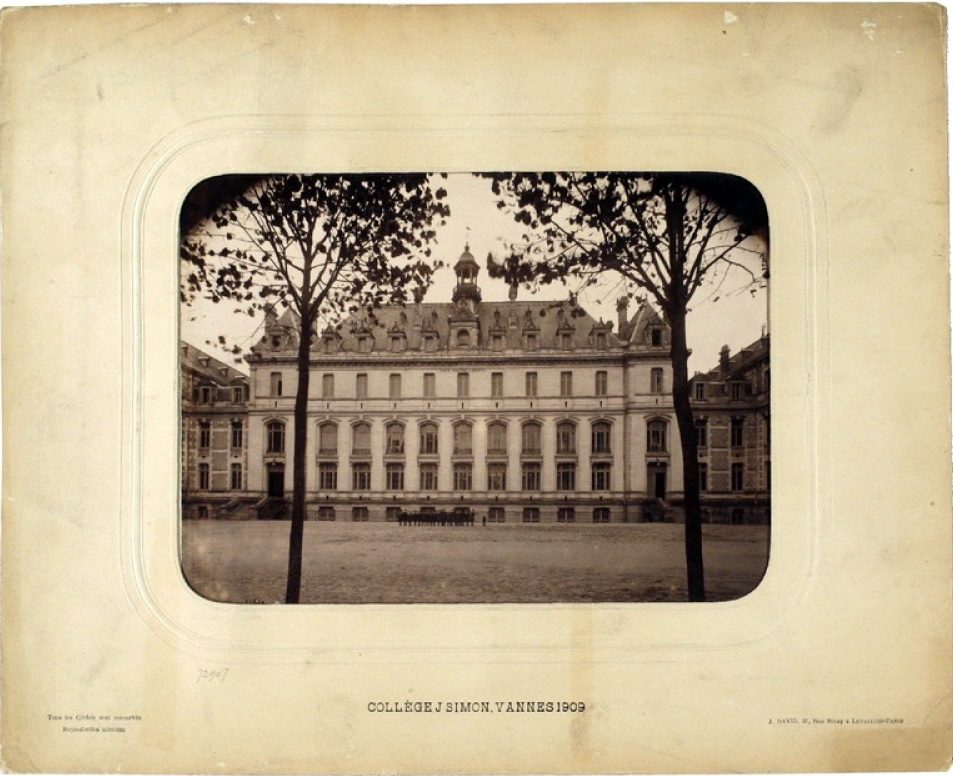
Le collège photographié par Jules David en 1909.

### Le renouveau
Soutenu par certains conseillers municipaux et par des anciens élèves, dont Jules Simon, le collège de Vannes reprit ses activités dès l'année suivante. Les lois scolaires de la Troisième République lui permirent de se développer et de faire construire un grand bâtiment en forme de H. En 1919, on y ouvrit une école primaire supérieure menant les élèves au niveau du brevet. Les effectifs augmentèrent à partir des années 1930, lorsque les études secondaires devinrent gratuites.

### La période contemporaine
Pendant la Seconde Guerre mondiale, les bâtiments du collège furent occupés par l'armée allemande. Après la Libération, en 1948, il devint lycée d'État. En 1967, les classes de lycée furent supprimées et l'établissement redevint un collège.

## Secteur
Le collège Jules-Simon est dans le secteur d'une partie importante de Vannes. Les élèves provenant, entre autres, des écoles Calmette ou La Madeleine sont en majeure partie au Collège Jules-Simon. Les communes de Saint-Nolff et d'Elven sont aussi dans le secteur du collège, à condition que les élèves de ces communes démarrent les cours à 9h00.

## Anciens élèves

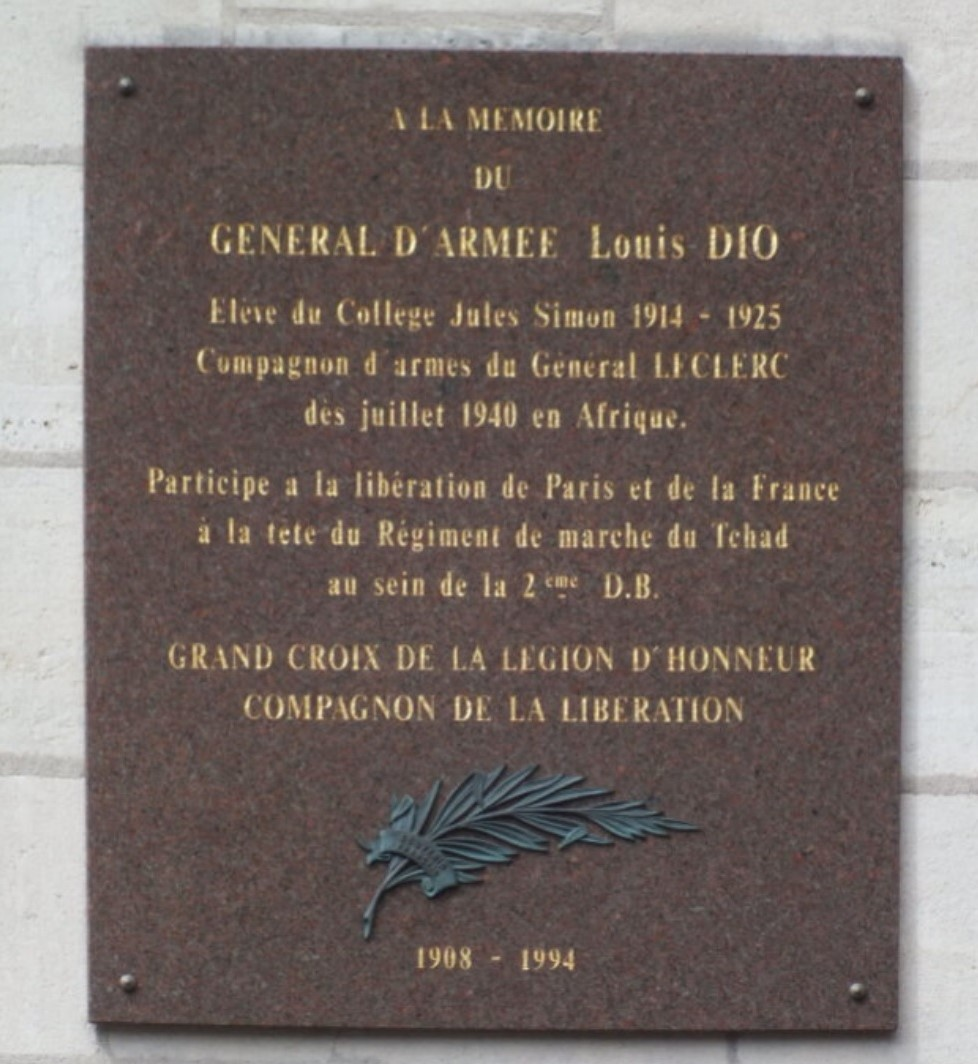
Plaque commémorative à la mémoire du général Dio à Vannes.

- Alain-René Lesage (1668-1747), écrivain et dramaturge
- Pierre Bouguer (1698-1758), mathématicien et hydrographe
- Paul Desforges-Maillard (1699-1772), poète
- Jean Pierre Boullé (1753-1816), avocat et député aux États-Généraux
- Pierre-Marie Grayo de Keravenan, né à Questembert et curé de Saint-Germain-des-Prés (1762-1831)
- Georges Cadoudal (1771-1804), général chouan
- Jules Simon (1814-1896), homme politique
- Frédéric (1815-1899), 1er Président de la Cour de Cassation de Paris et son frère Alphonse Guérin (1816-1895), médecin et chirurgien, bienfaiteur de l'Humanité, inventeur du pansement ouaté
- Joseph Gemain  (1882-1939), dirigeant et journaliste sportif
- Louis Dio (1908-1994),  général d'armée, compagnon de la Libération et grand-croix de la Légion d'honneur, élève au collège Jules-Simon de 1914 à 1925
- Simone Signoret[réf. nécessaire] (1921-1985), actrice et écrivaine
- Jean-Marie Le Pen (1928-2025), homme politique
- Yves Coppens (1934-2022), paléontologue
- François Desplanques (1935-), écrivain [5]
- Yves-François Le Coadic, chercheur en Sciences de l'information, professeur au Conservatoire national des arts et métiers (CNAM) à Paris[6]
- Cédric Morgan (nom de plume de Jean-Yves Quenouille) (1943 -), écrivain -- auteur notamment de : Une femme simple (Grasset), Les sirènes du Pacifique (Mercure de France)

## Enseignants célèbres
- Lucie Aubrac, avant son entrée dans la Résistance.